# Cartola
Angenor de Oliveira, conegut com a Cartola ("barret de copa" en portuguès) va ser poeta, compositor i cantant, considerat clau en el desenvolupament de la samba. Va compondre, sol o acompanyat, més de cinc-centes cançons.

## Biografia

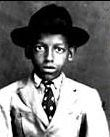
Cartola als 11 anys, 1920.

El nom que li adjudicaren al batejar-lo, en realitat, era Agenor, però no fou fins als 55 anys que s'assabentà que, per un error tipogràfic en la seva partida de naixement, havia quedat inscrit com Angenor. Va guanyar-se el renom de Cartola pel fet que usava un barret de copa per no tacar-se els cabells amb ciment quan treballava de paleta.

El primer de vuit fills de Sebastião Joaquim de Oliveira i Aída Gomes de Oliveira, Angenor va néixer a la Rua Ferreira Viana, 74, a Catete, un barri de Rio de Janeiro. Quan tenia vuit anys la família es mudà al barri residencial de Larangeiras, a la Zona Sur de Río de Janeiro. A conseqüència de dificultats econòmiques, el 1919 s'hagueren de traslladar al turó de Mangueira, quan al turó començava a créixer una favela. El pare l'hi ensenyà a tocar el cavaquinho sent encara una criatura. Als 15 anys, després de morir la seva mare, deixà l'escola per iniciar una vida bohèmia.

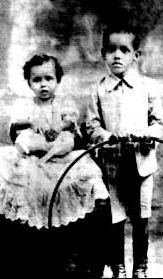
Cartola als 4 anys amb Sebastião Jr. (Biela), 1913.

A Mangueira, Cartola es feu amic de Carlos Cachaça i altres sambistes, iniciant-se en el món dels malandragem ("calaveres") i de la samba. El 1928, van fundar el Conjunt de Carnaval Arengueiros, que més endavant es transformaria en l'escola de samba Estação Primeira de Mangueira, una de les escoles carioques més admirades encara en l'actualitat. Es creu que Cartola va ser el responsable dels colors propis de la banda, verd poma i rosa, ja que aquest era el color del grup musical Rancho dos Arrepiados, de Larangeiras, amb el que participava tocant el cavaquinho. Els ranchos van ser els precursors de les escoles de samba a Rio i els componien, bàsicament, descendents d'esclaus, entre els quals destacaven un "rei" i una "reina"' per les desfilades.
Cartola va esdevenir popular en els anys 30, quan s'enregistraven gran quantitat de sambes. Al principi de la seva carrera, la seva filla Creusa, adoptada quan tenia cinc anys, va tenir un paper primordial en el llançament de Cartola com a compositor, ja que ella, ja coneguda per la seva veu extremadament persuasiva, interpretà les seves cançons als programes de ràdio de l'època i feu una participació especial en el primer LP de Cartola.
Més tard, a la dècada dels 40, Cartola va desaparèixer de l'escena. Molt poc és el que se sap d'aquest període de la vida del músic, quan deixà Mangueira després de desavinences amb els seus propers i d'una depressió originada arran de la mort de la seva esposa Deolinda; rumors especulaven amb la seva mort. En 1956 Sérgio Porto, segons llegenda popular, el trobà treballant de netejador de cotxes.
Porto s'encarregà de promoure el retorn de Cartola, invitant-lo a programes de ràdio i divulgant els seus treballs amb els seus companys. Més tard, el 1963, en la seva lluita per portar la samba de les faveles als carrers de la ciutat, obrí amb la seva esposa Dona Zica el famós bar-restaurant Zicartola al centre de Rio de Janeiro. El local aviat va ser conegut com l'establiment de samba més important del moment i va servir com a nexe entre els sambistes tradicionals i l'incipient moviment bossa nova. Cartola hi va invitar els millors músics, Nélson Cavaquinho, Pixinguinha, Nara Leão, Paulinho da Viola i Zé Ketti per interpretar música "d'estar per casa", tal com deien els sambistes referint-se a la seva feina.

## Treballs
Cartola va compondre melodies, harmonies i lletres. Aquestes últimes són notables pel correcte ús del portuguès, especialment considerant la seva manca d'estudis. La seva poesia lliga de manera efectiva elegància i emoció, mentre conserva un relatiu baix nivell de complexitat que fa la seva feina més accessible als diferents estrats socials.
En relació al tempo, la samba de Cartola té una forta tendència cap a la calma, la lentitud, en contrast a les enèrgiques sambas de terreiro que s'escolten en les escoles de samba i en les d'altres compositors. Alguns diuen que les seves sambes tenen tendència cap a la samba-cançao. En els seus enregistraments els cavaquinhos tenen un caire plorós, menys percussiu que el normal, amb excepció de l'últim en el qual l'intèrpret d'aquest instrument fou Alceu Maia.

## Discografia

Cartola, 1970.

### Albums
- (1974) Cartola
- (1976) Cartola
- (1977) Verde que te quero rosa
- (1978) Cartola. 70 anos
- (1982) Cartola. Ao vivo
- (1982) Cartola. Documento inédito

### Contribucions
- (1942) Native Brazilian Music, amb Leopold Stokowski
- (1967) A Enluarada Elizeth (Seleção de Sambas da Mangueira), amb Elizeth Cardoso
- (1968) Fala Mangueira!, amb Odete Amaral, Clementina de Jesus, Nelson Cavaquinho, Carlos Cachaça
- (1970) História da música popular brasileira, amb Nelson Cavaquinho
- (1974) História das escolas de samba: Mangueira, diversos artistes
- (1975) MPB. 100 ao vivo, amb diversos artistes
- (1980) E Vamos À Luta (Eu Sei), amb Alcione
- (1993) No Tom da Mangueira (inclòs el seu enregistrament de Não quero mais amar a ninguém), amb Tom Jobim i Velha Guarda da Mangueira

### Tributs
- (1984) Cartola. Entre amigos, diversos artistes
- (1987) Cartola. 80 Anos, per Leny Andrade
- (1988) Cartola. Bate outra vez..., diversos artistes
- (1995) Claudia Telles interpreta Nelson Cavaquinho e Cartola, per Claudia Telles
- (1998) Sambas de Cartola, per Grupo Arranco
- (1998) Só Cartola, per Élton Medeiros i Nelson Sargento
- (1998) Cartola. 90 Anos, per Élton Medeiros i Márcia
- (2002) Cartola, per Ney Matogrosso
- (2003) Beth Carvalho canta Cartola, per Beth Carvalho
- (2008) Viva Cartola! (100 Anos), diversos artistes